# Miss International 2010
Miss International 2010, cinquantesima edizione di Miss International, si è tenuta presso il Sichuan Province Gymnasium di Chengdu, in Cina il 7 novembre 2010.. L'evento è stato presentato da Yuan Li, Colin Ken Bennett, Anagabriela Espinoza. La venezuelana Elizabeth Mosquera è stata incoronata Miss International 2010.

## Risultati

### Piazzamenti
| Risultato finale        | Concorrente |
| ----------------------- | --- |
| Miss International 2010 | - Venezuela - Elizabeth Mosquera |
| 2ª classificata         | - Thailandia - Piyaporn Deejing |
| 3ª classificata         | - Cina - Yuan Siyi |
| Top 15                  | - Corea del Sud - Ko Hyeon-yeong - Costa Rica - Mariela Aparicio - Filippine - Krista Arrieta Kleiner - Francia - Florima Treiber - Germania - Johanna Acs - Giappone - Etsuko Kanagae - India - Neha Hinge - Perù - Laura Spoya - Porto Rico - Aideliz Hidalgo - Serbia - Anja Šaranović - Spagna - Desirée Panal - Turchia - Dilay Korkmaz |

### Riconoscimenti speciali
| Premio                   | Concorrente                          |
| ------------------------ | ------------------------------------ |
| Miss Friendship          | - Indonesia - Zukhriatul Hafizah     |
| Miss Photogenic          | - Messico - Gabriela Palacio Díaz    |
| Miss Talent              | - Filippine - Krista Arrieta Kleiner |
| Best National Costume    | - Brasile - Lílian Lopes Pereira     |
| Miss Internet Popularity | - Cina - Yuan Siyi                   |
| Miss Garden Hotel        | - Ucraina - Inna Bezobchuk           |
| Miss Goodwill Ambassador | - Mauritius - Anaïs Veerapatren      |
| Miss Active              | - Mongolia - Badamtsetseg Batmunkh   |
| Miss Expressive          | - Filippine - Krista Arrieta Kleiner |
| Miss Elegance            | - Giappone - Etsuko Kanagae          |
| Best Figure              | - Lituania - Enrika Trepkute         |

## Concorrenti
| Nazione         | Concorrente              | Età | Statura | Città                  |
| --------------- | ------------------------ | --- | ------- | ---------------------- |
| Aruba           | Ivana Werleman           | 22  | 1.69    | Oranjestad             |
| Australia       | Charlotte Mastin         | 19  | 1.76    | Maitland               |
| Bahamas         | Carlrita Robinson        | 19  | 1.68    | Nassau                 |
| Belgio          | Claudia Scheelen         | 24  | 1.73    | Tremelo                |
| Bielorussia     | Darya Saladukha          | 21  | 1.77    | Minsk                  |
| Bolivia         | Ximena Vargas            | 24  | 1.75    | Santa Cruz             |
| Brasile         | Lílian Lopes Pereira     | 19  | 1.73    | Manaus                 |
| Canada          | Katie Starke             | 20  | 1.80    | Uxbridge               |
| Cile            | Tanya Del Solar Prussing | 24  | 1.70    | Santiago               |
| Cina            | Yuan Siyi                | 20  | 1.76    | Huangshi               |
| Colombia        | Viviana Gómez            | 22  | 1.73    | Yotoco                 |
| Corea del Sud   | Ko Hyeon-yeong           | 21  | 1.75    | Pusan                  |
| Costa Rica      | Mariela Aparicio         | 23  | 1.75    | San Isidro del General |
| Danimarca       | Nadia Pederson           | 20  | 1.74    | Copenaghen             |
| Ecuador         | Andrea Suárez            | 24  | 1.80    | Loja                   |
| Filippine       | Krista Arrieta Kleiner   | 21  | 1.73    | Manila                 |
| Finlandia       | Susanna Turja            | 21  | 1.73    | Helsinki               |
| Francia         | Florima Treiber          | 23  | 1.80    | Colmar                 |
| Georgia         | Tamar Pilishvili         | 20  | 1.82    | Tbilisi                |
| Germania        | Johanna Acs              | 18  | 1.74    | Eschweiler             |
| Giamaica        | Lesa-gayle Wee Tom       | 21  | 1.68    | Kingston               |
| Giappone        | Etsuko Kanagae           | 24  | 1.70    | Osaka                  |
| Grecia          | Maria Tsagkaraki         | 21  | 1.76    | Candia                 |
| Guadalupa       | Amandine Coowar          | 20  | 1.75    | Saint-Claude           |
| Guam            | Lalaine Mercado          | 21  | 1.68    | Dededo                 |
| Guatemala       | Claudia Garcia           | 21  | 1.71    | Chimaltenango          |
| Hawaii          | Leilani Marie Soon       | 25  | 1.68    | Honolulu               |
| Hong Kong       | Crystal Li               | 24  | 1.60    | Hong Kong              |
| India           | Neha Hinge               | 24  | 1.78    | Dewas                  |
| Indonesia       | Zukhriatul Hafizah       | 23  | 1.71    | Padang                 |
| Italia          | Veronica Iafelice        | 20  | 1.73    | Bologna                |
| Kenya           | Fiona Konchellah         | 21  | 1.80    | Nairobi                |
| Lettonia        | Annija Alvatere          | 20  | 1.74    | Riga                   |
| Libano          | Daniella Rahme           | 20  | 1.70    | Sydney                 |
| Lituania        | Enrika Trepkute          | 23  | 1.77    | Šiauliai               |
| Macao           | Mandy Ye                 | 22  | 1.73    | Macao                  |
| Malaysia        | Chuah Shee Peng          | 24  | 1.75    | Kuala Lumpur           |
| Martinica       | Yasmina Varsovie         | 19  | 1.80    | Fort-de-France         |
| Mauritius       | Anaïs Veerapatren        | 24  | 1.78    | Curepipe               |
| Messico         | Gabriela Palacio Díaz    | 21  | 1.80    | Aguascalientes         |
| Mongolia        | Badamtsetseg Batmunkh    | 18  | 1.75    | Ulan Bator             |
| Nepal           | Sanykuta Timalsena       | 19  | 1.67    | Katmandu               |
| Nicaragua       | Indira Rojas             | 24  | 1.74    | Rivas                  |
| Norvegia        | Marion Homlong           | 21  | 1.75    | Eidsdal                |
| Nuova Zelanda   | Ina Ivanova              | 24  | 1.70    | Auckland               |
| Paesi Bassi     | Jorien Harst             | 26  | 1.83    | Amsterdam              |
| Panama          | Michelle Ostler          | 23  | 1.72    | Panama                 |
| Paraguay        | María José Paredes       | 20  | 1.73    | Ciudad del Este        |
| Perù            | Laura Spoya              | 19  | 1.75    | Lima                   |
| Polonia         | Zaneta Sitko             | 23  | 1.82    | Koszalin               |
| Porto Rico      | Aideliz Hidalgo          | 24  | 1.80    | Santurce               |
| Regno Unito     | Katharine Brown          | 23  | 1.81    | Dunblane               |
| Rep. Ceca       | Lucie Smatanová          | 24  | 1.74    | Kochánky               |
| Rep. Dominicana | Sofinel Báez             | 20  | 1.82    | Nagua                  |
| Russia          | Anna Danilova            | 21  | 1.73    | Mosca                  |
| Serbia          | Anja Šaranović           | 21  | 1.77    | Vrnjačka Banja         |
| Singapore       | Tan Yong Ying            | 22  | 1.70    | Singapore              |
| Slovacchia      | Tatiana Kohutova         | 18  | 1.77    | Zvolen                 |
| Spagna          | Desirée Panal            | 20  | 1.76    | Jerez de la Frontera   |
| Sri Lanka       | Ornella Gunesekere       | 18  | 1.71    | Colombo                |
| Stati Uniti     | Casandra Tressler        | 25  | 1.80    | Damascus               |
| Sudafrica       | Matapa Maila             | 25  | 1.75    | Polokwane              |
| Svezia          | Cecilia Ragnarsson       | 24  | 1.72    | Uppsala                |
| Tahiti          | Tehani Maono             | 23  | 1.78    | Moorea                 |
| Taipei Cinese   | Chen Yi-Wen              | 22  | 1.70    | Taipei                 |
| Thailandia      | Piyaporn Deejing         | 22  | 1.75    | Nakhon Ratchasima      |
| Turchia         | Dilay Korkmaz            | 20  | 1.82    | Ankara                 |
| Ucraina         | Inna Bezobchuk           | 24  | 1.76    | Kiev                   |
| Venezuela       | Elizabeth Mosquera       | 19  | 1.77    | Maracaibo              |
| Vietnam         | Chung Thục Quyên         | 23  | 1.72    | Ho Chi Minh            |